# Cameroun aux Jeux olympiques
Le Cameroun participe aux Jeux olympiques depuis 1964 et a envoyé des athlètes à chaque édition depuis cette date même si lors des Jeux olympiques d'été de 1976, le pays a quitté les Jeux après trois jours de compétition pour rejoindre le boycott des pays africains à la suite de la participation de la Nouvelle-Zélande qui entretenait encore des liens avec le régime d'apartheid en Afrique du Sud. Le pays a participé une fois aux Jeux d'hiver en 2002 avec un unique représentant, Isaac Menyoli, en ski de fond. 
Le pays a remporté au total six médailles dont trois médailles d'or (deux médailles d'or en Athlétisme avec Françoise Mbango Etone et une autre médaille d'or en football). Deux autres médailles (une d'argent et une de bronze) ont été gagnées en boxe et une médaille de bronze a été décrochée en haltérophilie. 
Le Comité national olympique et sportif du Cameroun a été créé en 1963 et a été reconnu par le Comité international olympique (CIO) la même année.

## Médailles
| Médaille | Nom | Jeux             | Sport         | Compétition          |
| -------- | --- | ---------------- | ------------- | -------------------- |
| Argent   | Joseph Bessala | Mexico 1968      | Boxe          | Poids welters hommes |
| Bronze   | Martin Ndongo-Ebanga | Los Angeles 1984 | Boxe          | Poids légers hommes  |
| Or       | Patrice Abanda, Nicolas Alnoudji, Clément Beaud, Daniel Bekono, Serge Branco, Joël Epalle, Lauren, Samuel Eto'o, Idriss Carlos Kameni, Modeste M'Bami, Patrick Mboma, Albert Meyong Ze, Serge Mimpo, Daniel Ngom Kome, Aaron Nguimbat, Geremi Njitap, Patrick Suffo, Pierre Wome | Sydney 2000      | Football      | Compétition hommes   |
| Or       | Françoise Mbango Etone | Athènes 2004     | Athlétisme    | Triple saut femmes   |
| Or       | Françoise Mbango Etone | Pékin 2008       | Athlétisme    | Triple saut femmes   |
| Bronze   | Madias Nzesso | Londres 2012     | Haltérophilie | -75 kg femmes        |

## Tableau des médailles

### Médailles par Jeux
| Année | Médaille d'or, Jeux olympiques | Médaille d'argent, Jeux olympiques | Médaille de bronze, Jeux olympiques | Total |
| 1964  | 0                              | 0                                  | 0                                   | 0     |
| 1968  | 0                              | 1                                  | 0                                   | 1     |
| 1972  | 0                              | 0                                  | 0                                   | 0     |
| 1976  | 0                              | 0                                  | 0                                   | 0     |
| 1980  | 0                              | 0                                  | 0                                   | 0     |
| 1984  | 0                              | 0                                  | 1                                   | 1     |
| 1988  | 0                              | 0                                  | 0                                   | 0     |
| 1992  | 0                              | 0                                  | 0                                   | 0     |
| 1996  | 0                              | 0                                  | 0                                   | 0     |
| 2000  | 1                              | 0                                  | 0                                   | 1     |
| 2004  | 1                              | 0                                  | 0                                   | 1     |
| 2008  | 1                              | 0                                  | 0                                   | 1     |
| 2012  | 0                              | 0                                  | 1                                   | 1     |
| 2016  | 0                              | 0                                  | 0                                   | 0     |
| 2020  | 0                              | 0                                  | 0                                   | 0     |
| Total | 3                              | 1                                  | 2                                   | 6     |

| Année | Médaille d'or, Jeux olympiques | Médaille d'argent, Jeux olympiques | Médaille de bronze, Jeux olympiques | Total |
| 2002  | 0                              | 0                                  | 0                                   | 0     |
| Total | 0                              | 0                                  | 0                                   | 0     |

### Médailles par sport
| Place | Sport         | Médaille d'or, Jeux olympiques | Médaille d'argent, Jeux olympiques | Médaille de bronze, Jeux olympiques | Total |
| 1     | Athlétisme    | 2                              | 0                                  | 0                                   | 2     |
| 2     | Football      | 1                              | 0                                  | 0                                   | 1     |
| 3     | Boxe          | 0                              | 1                                  | 1                                   | 2     |
| 4     | Haltérophilie | 0                              | 0                                  | 1                                   | 1     |
| Total | Total         | 3                              | 1                                  | 2                                   | 6     |